# 九天天氣預報 (香港天文台)
九天天氣預報（英語：9-day Weather Forecast），為香港天文台在2014年4月1日推出的短期天氣預報服務，前身為2003年「七天天氣预報」。
「九天天氣預報」主要預測香港未來9日天氣，即日天氣預報會由天文台的「本港地區天氣預報」服務提供。

## 香港短期天氣預報歷史
香港天文台成立1世紀後，於1983年推出「三天天氣預報」，是天文台成立以來首次推出短期天氣預報。隨著科技進步，天文台在5年間接連延長短期天氣預報的時效，在1998年加推「四天天氣預報」、2000年改為「五天天氣預報」，2003年12月30日進一步推出至「七天天氣預報」。而「七天天氣預報」服務運作超過10年後，最終於2014年4月1日由「九天天氣預報」取代。

## 概述
天文台在2013年開始在內部試行「九天天氣預報」。隨著預報準確度提升，天文台台長岑智明在2014年3月17日的新聞簡報會上宣布，將於4月開始把短期天氣預報時效由1星期延長至9日。他指出服務的最大作用是可以於星期四、五看到接連2個週末的天氣預測，讓市民更早掌握未來天氣變化，預先計劃活動。3月末，iPhone「我的天文台」手機應用程式率先推出此服務的試驗版；而這項服務亦在4月1日正式推出。天文台指，預報準確度隨時間遞減，首3日準確度達90%，第4至7日是85%，最後2日則是80%。

## 內容
預報網頁內容包括九天天氣概況、北角海水溫度、天文台土壤溫度。天文台亦把氣溫及相對濕度預報改用圖表顯示，並新增1981至2010年的氣候數據集中趨勢，以便比較。

## 更新時間
一般為每天上午11時半及下午4時半。如果有突然的天氣變化，天文台可能會在上述時間之外作出更新。

## 爭議
2017年5月28日至6月1日期間，天文台曾預計隨後的週末（6月3、4日）會有驟雨及狂風雷暴，但最終該兩日天氣卻是天晴酷熱。部分市民對是次天文台預測失誤感到不滿。天文台於是分別在6月3及5日發表天氣隨筆，解釋原本預料位於廣東內陸的低壓槽會在該兩日移至香港，為香港帶來雷雨，但偏東氣流於香港以東百多公里和偏南氣流產生匯聚，最終沒有把低壓槽推至香港。此外，大氣中低層的西南氣流較預期弱，水汽亦不足。因此雷雨區主要影響香港以北100多公里的地方，沒影響香港。

## 註解
1. ↑  天文台新增九天天氣預報 （页面存档备份，存于） 2014.4.1
2. ↑  香港天文台. .   [2014-06-23]. （原始内容存档于2014-04-07）.（繁體中文）

## 外部連結
- 九天天氣預報（繁體中文）
- YouTube上的氣象冷知識：「九天」玄機